# Cheryl Maas
Cheryl Maas (Uden, 28 settembre 1984) è un'ex snowboarder olandese.

## Biografia
In Coppa del Mondo di snowboard ha esordito il 14 settembre 2005 a Valle Nevado (31ª nell'halfpipe), ha ottenuto il primo podio il 19 agosto 2013 a Cardrona (3ª nello slopestyle) e la prima vittoria il 20 febbraio 2015 a Stoneham nel big air.
Al termine della stagione 2014-15 ha conquistato sia la Coppa del Mondo generale freestyle, sia le Coppe di specialità di slopestyle e big air.
In carriera ha preso parte a due edizioni dei Giochi olimpici invernali, Torino 2006 (11ª nell'halfpipe) e Soči 2014 (20ª nello slopestyle).

## Palmarès

### Winter X Games
- 1 medaglia:
  - 1 oro (big air a Oslo 2016)

### Coppa del Mondo
- Vincitrice della Coppa del Mondo di snowboard freestyle nel 2015
- Vincitrice della Coppa del Mondo di slopestyle nel 2015
- Vincitore della Coppa del Mondo di big air nel 2015
- 7 podi:
  - 4 vittorie
  - 1 secondo posto
  - 2 terzi posti

#### Coppa del Mondo - vittorie
| Data             | Luogo           | Paese       | Disciplina |
| ---------------- | --------------- | ----------- | ---------- |
| 20 febbraio 2015 | Stoneham        | Canada      | BA         |
| 21 febbraio 2015 | Stoneham        | Canada      | SBS        |
| 27 febbraio 2015 | Park City       | Stati Uniti | SBS        |
| 14 marzo 2015    | Špindlerův Mlýn | Rep. Ceca   | SBS        |

Legenda:

BA = big air

SBS = slopestyle